# Trichocoronis
Trichocoronis är ett släkte av korgblommiga växter. Trichocoronis ingår i familjen korgblommiga växter.
Kladogram enligt Catalogue of Life:
| Trichocoronis | \| \| Trichocoronis sessilifolia \| \| \| \| \| \| Trichocoronis wrightii \| \| \| \| |
|               | \| \| Trichocoronis sessilifolia \| \| \| \| \| \| Trichocoronis wrightii \| \| \| \| |
|               | Trichocoronis sessilifolia                                                            |
|               |                                                                                       |
|               | Trichocoronis wrightii                                                                |
|               |                                                                                       |